# Барабани Чорного Бога
Барабани Чорного Бога (англ. The Black God's Drums) — фентезійна повість П. Джелі Кларка 2018 року. Події відбуваються в альтернативній історії Нового Орлеана, в якому Конфедеративні Штати Америки виграли громадянську війну в США, а Новий Орлеан є незалежною територією. Новела отримала схвалення критиків, була номінована на премію «Неб'юла» 2018 року за найкращу повість, премію «Г'юго» 2019 за найкращу новелу, премію «Локус» 2019 за найкращу новелу та премію World Fantasy Award 2019 за найкращу нову. У 2019 році він був нагороджений премією Alex Award.

## Сюжет
У світі роману повстання рабів на Гаїті звільнило Гаїті, а також багато країн Карибського басейну, які тепер називаються Вільними островами. Щоб перемогти французький флот, гаїтяни використали потужну зброю під назвою «Барабани чорного бога». Також відомі як грім Шанґо, барабани створюють потужні шторми. Їх побічний збиток настільки великий, що вони були використані лише один раз. Конфедеративні Штати Америки зіграли внічию з Союзом, і Новий Орлеан зараз є нейтральною територією. Крім того, Конфедерація використовує драпето, психоактивний газ, щоб контролювати своє поневолене населення.
Кріпер — вулична їжачиха, яка народилася в Новому Орлеані під час шторму, що дає їй особливий зв'язок з Оя, орішою штормів. Коли Кріпер виповнилося тринадцять, вона підслухала розмову солдатів Конфедерації про гаїтянського вченого та барабани Чорного Бога. Кріпер вирішує продати цю інформацію капітану дирижабля «Опівнічний розбійник» Енн-Марі Сент-Огастін в обмін на членство в екіпажі. Енн-Марі має зв'язок з богинею Ошун, сестрою Ої.
Оя надсилає Кріпер видіння скелета. Чоловік у скелетній масці Марді Гра викрадає гаїтянського вченого, доктора Дюваля, перш ніж Енн-Марі та Кріпер дістаються до нього. Кріпер і Енн-Марі зустрічаються з сестрами Агнесою та Юніс, черницями, які надають Кріперу інформацію про місто. Вони дізнаються, що Дюваля викрали «Хлопці Джонні», угруповання солдатів Конфедерації, що відкололося від армії. Монахині дають Енн-Марі та Кріпер флягу з драпето.
Кріпер, Енн-Марі та команда «Опівнічного розбійника» вирушають до болота Поншартрейн, де виявляють, що Дюваля та його доньку тримають у полоні. Дюваля змушують працювати на «Хлопців Джонні» під загрозою, що вони продадуть його доньку Конфедерації. Використовуючи драпето та сили Оя, Кріпер перемагає людину в масці скелета. Перед смертю чоловік у масці вистрілює громом Шанго. Оя та Очунь намагаються зупинити шторм, що здійнявся, від знищення Нового Орлеана та захистити екіпаж від води, що піднімається. Згодом Анн-Марі повертається на Гаїті з Дювалем, а Кріпер погоджується залишитися в Новому Орлеані, щоб продовжити навчання.

## Основні теми
Пишучи для Strange Horizons, Бодхісатва Чаттопадхяй заявив, що Новий Орлеан є місцем, яке «добре підходить» для вивчення тем новели. Новела досліджує історичну травму, зокрема атлантичну работоргівлю та поняття «спадщини». Чаттопадхяй пише, що у світі роману Громадянська війна не закінчилася, що нагадує про збільшення використання прапора Конфедерації під час президентства Дональда Трампа.
Крім того, використання в романі «газу драпето» для контролю над поневоленими людьми викликає як естетику стімпанку, так і теоретичну хворобу драпетоманії, винайдену як пояснення того, чому поневолені афроамериканці втекли зі свого полону. Газ драпето також створює образи «медичних експериментів на чорних тілах», а також «євреїв у нацистську еру». Наприкінці роману Енн-Марі та Кріпер руйнують ці тропи, спрямовуючи газ драпето проти своїх ворогів.

## Стиль
Кріпер розповідає історію від першої особи. Діалог частково написаний на діалекті, включаючи вплив луїзіанської креольської, карибської англійської, каджунської та південної мов.

## Прийом і нагородження
Видавництво Publishers Weekly відзначило цю роботу зірками, похваляючи «палку, емоційну прозу» та називаючи історію «захоплююче оригінальною». Алекс Браун з Tor.com дав позитивну оцінку новели. Браун похвалив Кріпер як сильну головну героїню, а також використання автором діалогів і дослідження новелі колоніалізму та раси в контексті альтернативної історії. Ліз Бурк високо оцінила «цікавих, складних» героїв твору, а також «яскравий» сюжет. Рецензія в журналі Grimdark високо оцінила авторські описи Нового Орлеана, а також його поєднання фольклору з Карибського басейну, Африки та Гаїті.
Пишучи для Strange Horizons, Бодхісаттва Чаттопадхяй похвалив нову за дослідження складних тем, спрямованих на молоду аудиторію. Чаттопадхяй відчув, що герої новели добре написані, порівнюючи Енн-Марі з Джоном Сільвером із «Острова скарбів» Роберта Луїса Стівенсона.
Роман був нагороджений премією Alex Award у 2019 році. Він також був номінований на премію «Неб'юла» 2018 року за найкращу повість, премію Г'юго 2019 року за найкращу повість 2019 року на премію World Fantasy Award за найкращу повість та премію Locus 2019 за найкращу повість.